# John E. McLaughlin
John Edward McLaughlin (sinh ngày 15 tháng 6 năm 1942) là cựu Phó Giám đốc Cơ quan Tình báo Trung ương Hoa Kỳ và cựu quyền Giám đốc Cơ quan Tình báo Trung ương Hoa Kỳ. Ông hiện đang phục vụ với tư cách là thành viên cao cấp và cư trú xuất sắc tại Trung tâm nghiên cứu chiến lược Philip Merrill tại Trường nghiên cứu quốc tế nâng cao Paul H. Nitze (SAIS) của Đại học Johns Hopkins.

## Cuộc sống và sự nghiệp
McLaughlin sinh ra ở McKeesport, Pennsylvania. Năm 1964, McLaughlin nhận bằng cử nhân của Đại học Wittenberg ở Springfield, Ohio. Ông là thành viên của chương Beta Iota của Delta Sigma Phi. Ông đã hoàn thành công việc sau đại học về chính trị so sánh tại Đại học Pennsylvania. Năm 1966, ông có bằng thạc sĩ nghệ thuật về quan hệ quốc tế tại Trường Nghiên cứu Quốc tế Tiên tiến Paul H. Nitze (SAIS) của Đại học Johns Hopkins. Sau khi tốt nghiệp SAIS, ông là sĩ quan quân đội Hoa Kỳ từ năm 1966 đến 1969, hoàn thành chuyến lưu diễn tại Việt Nam từ năm 1968 đến 1969. Năm 2001, ông trở lại Wittenberg để phát biểu tại lễ khởi công.